# Chitty Chitty Bang Bang (musical)
Chitty Chitty Bang Bang és un musical amb música i lletres escrites per Richard i Robert Sherman i un llibret de Jeremy Sams. De vegades s'anomena Chitty the Musical per distingir-lo de la pel·lícula homònima de 1968 en què es basa, escrita per Roald Dahl, Ken Hughes i Richard Maibaum. La pel·lícula de 1968 es va basar al seu torn en el the llibre del mateix nom d'Ian Fleming. L'espectacle es va estrenar al London Palladium el 16 d'abril de 2002, dirigit per Adrian Noble abans d'estrenar-se a Broadway el 2005.

## Argument
Primer acte
El Junkman/Coggins relata l'última cursa del Paragon Panther ("Opening"), que es va disputar contra el Vúlgarian Vulture al Gran Premi Britànic de 1910., però la Pantera es va estavellar després que els espies vúlgars la sabotegessin. Anys més tard, la Pantera s'asseu en una ferralla, oblidada per tots excepte els germans Jeremy i Jemima Potts, que estan enamorats dels contes del Junkman i de la història del cotxe. Estan sorpresos quan el Junkman els diu que té previst desfer-lo, però ell promet guardar-los la Pantera si poden comprar-la i traslladar-la en unes poques setmanes. Truly Scrumptious, filla del ric Lord Scrumptious, arriba al dipòsit de ferralla buscant una peça de recanvi, però en trobar els nens absents, els porta a casa amb el seu pare, l'inventor vidu Caractacus. Mentrestant, els espies vúlgars que actuen sota la direcció del seu líder, l'autocràtic baró Bomburst, han descobert la ubicació de la Pantera i fan plans per comprar el cotxe abans que els nens.
Truly arriba a la casa dels Potts, un vell molí de vent, amb els nens i sermoneja a Caractacus sobre la seva educació inadequada abans de marxar; mentre prepara un àpat per als nens ("You Two"), li expliquen els plans de desballestament de la Pantera i ell promet comprar-los el cotxe. El pare de Caractacus, l'avi Potts, explica els problemes de la família ("Them Three") i després de provar alguns dels invents del seu fill, s'adona que ha ideat un caramel que es pot tocar com una flauta. L'endemà, Caractacus va a la fàbrica de dolços de Lord Scrumptious per vendre el disseny i recaptar els diners necessaris per a la Pantera. Ajuda realment a la família Potts a fer el seu argument de venda ("Toot Sweets"), convocar sense voler molts gossos de carrer que envaeixen la fàbrica. Els espies vúlgars decideixen fer-se passar per locals (" Think Vúlgar " / " Act English ") ja que s'adonen que el patriòtic Junkman mai vendrà la Pantera als vúlgars. Desanimat per la debacle de Scrumptious Sweet Factory, Caractacus canta una cançó de bressol als nens ("Hushabye Mountain") i decideix provar de vendre un altre invent demà.
Al matí, Caractacus porta un altre invent, la seva màquina automàtica de tallar els cabells, a una fira local ("Come to the Funfair"), però la primera demostració torna a sortir malament, ja que la màquina del desafortunat inventor afaita el client potencial gairebé calb. Caractacus s'escapa del client enfadat unint-se a un grup de dansa morris animat ("Me Ol' Bamboo") la màquina de tallar els cabells es ven a un granger de gall dindi, que planeja utilitzar-la per arrencar i cuinar els seus ocells, donant-li els diners a Caractacus per comprar la Pantera. Després de comprar el cotxe abandonat i remolcar-lo a casa, Caractacus realitza una restauració intensiva mentre l'avi i els nens mantenen la llar ("Posh!"); després d'uns quants dies, Caractacus surt del taller amb el cotxe bellament reformat, que decideixen portar a passejar amb Truly. Col·lectivament, rebategen el cotxe Chitty Chitty Bang Bang pels sorolls inusuals que fa el motor ("Chitty Chitty Bang Bang"), i els quatre van a fer un pícnic al costat del mar.
Durant el pícnic, els nens confessen el seu amor a Truly (" Truly Scrumptious"), que correspon i s'adona que també té sentiments per Caractacus; distrets per les seves emocions, els adults no s'adonen que s'han quedat encallats per la pujada de la marea, però Chitty demostra les seves capacitats amfíbies transformant-se en un vaixell ("Chitty Chitty Bang Bang" (repetició nàutica)) mentre els vúlgars intenten capturar el cotxe i els Potts s'escapaven netament amb Truly. Descobrir que el cotxe també és un vaixell enfurisma el baró Bomburst i renova el seu desig de posseir-lo. Els vúlgars arriben als Potts. El molí de vent de la família primer, però, i creient erròniament que l'avi és el responsable de les meravelles de Chitty, enganxen la seva cabana des d'una aeronau i el segresten a l'interior. La resta de la família arriba amb Truly a temps per veure'ls enlairar amb l'avi. a la recerca, Chitty passa per un penya-segat, però en una altra exhibició notable, es transforma en un avió ("Chitty Takes Flight") i segueix l'aeronau, la cabana i l'avi de tornada a Vulgaria.
Segon acte
A la seva arribada a Vulgaria ("Vulgarian National Anthem"), l'avi es veu obligat pel baró Bomburst a donar al cotxe del baró capacitats de flotació i vol com Chitty, treballant amb altres inventors prèviament segrestats pel baró. Després de saber que han fracassat durant anys per aconseguir-ho, l'avi es desespera, però és animat pels seus companys presoners, que veuen els seus fracassos com a experiències d'aprenentatge ("The Roses of Success"). Chitty arriba poc després portant a Truly i als tres Potts restants; el Fabricant de joguines els introdueix al seu taller just quan el Childcatcher corre cap al seu lloc d'aterratge, sospitant de la presència de nens, que estan prohibits a Vulgaria ("Kiddy-Widdy-Winkies "). Quan Caractacus s'assabenta que per complir, els ciutadans de Vulgaria han enviat els seus fills a la clandestinitat a viure a les clavegueres, el Childcatcher enganya a Truly i empresona Jeremy i Jemima.
Mentre el baró i la baronessa es preparen per a la seva festa d'aniversari ("Chu-Chi Face"), Caractacus, Truly i el Fabricant de joguines elaboren un pla per rescatar els nens i l'avi; havent assabentat de la misèria de Vúlgaria, Caractacus i Truly prometen acabar amb el govern del baró ("Teamwork"). Els plans de la festa de la baronessa es compleixen ("The Bombie Samba") mentre el Fabricant de joguines porta a Truly i Caractacus, disfressats de nines que canten i ballen ("Doll on a Music Box" / "Truly Scrumptious" (reprise)), distreu el baró mentre els nens de Vulgaria s'afanyen de les clavegueres i vencen els secuaços del baró. Els nens Potts i l'avi són rescatats ("Us Two" / "Chitty Prayer"). El Fabricant de joguines desterra el baró i la baronessa de Vulgaria i els nens de la clandestinitat es reuneixen amb les seves famílies ("Teamwork" (repetició)). Caractacus i Truly es declaren amor l'un per l'altre mentre volen de tornada al molí de vent ("Chitty Flies Home").

## Produccions

### Producció original de Londres (2002–2005)

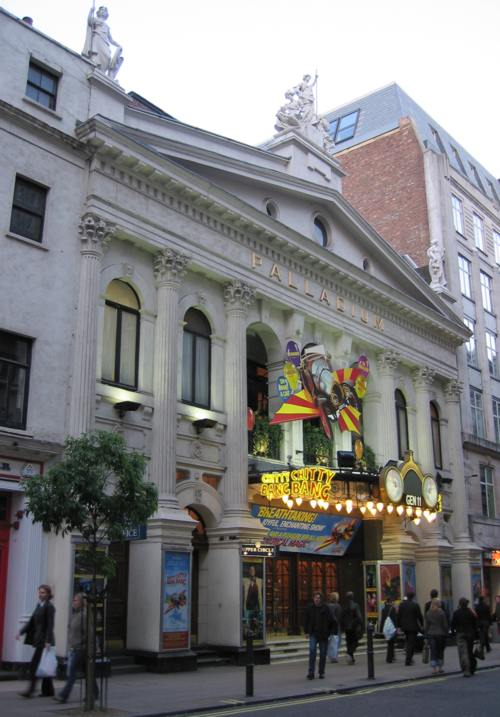
Façana del London Palladium amb el musical, maig de 2004

El musical es va estrenar al West End al London Palladium el 16 d'abril de 2002, amb sis cançons noves dels Germans Sherman que van escriure la cançó del títol nominada a l'Oscar i també la partitura original. La producció del West End va ser dirigida per Adrian Noble (aleshores el director artístic de la Royal Shakespeare Company) amb la posada en escena musical i la coreografia de Gillian Lynne i van comptar amb Michael Ball (Caractacus Potts),  Emma Williams (Truly Scrumptious), Anton Rodgers (Avi Potts), George Gillies (Jeremy), Carrie Fletcher (Jemima) i Graham Hoadly (El comentarista). Es va tancar el setembre de 2005, va ser l'espectacle més llarg mai representat al London Palladium , amb més de 70 milions de lliures en els seus tres anys i mig. El famós escenari giratori del Palladium (tal com es va veure el diumenge a la nit al London Palladium) es va treure completament per acomodar la tecnologia i l'espai d'emmagatzematge del cotxe Chitty volador , identificat pel Guinness World Records com l'accessori escènic més car, amb un cost de 750.000 £.

### Producció original de Broadway (2005)
La producció de Broadway es va estrenar el 28 d'abril de 2005 al Lyric Theatre (aleshores el Hilton Theatre), obtenint bones crítiques només per als conjunts luxosos. Ben Brantley a The New York Times va assenyalar que el programa "recorda de manera persistent els entorns freds i futuristes de pel·lícules com 'Modern Times' i 'Metropolis', en què les màquines governen l'univers" i presentava cançons que sonaven "no diferent del que podríeu escoltar" a l'hora de cantar en una classe de pre-K". La producció va ser novament dirigida per Adrian Noble amb coreografia de Gillian Lynne i protagonitzada per Raúl Esparza (Caractacus Potts), Erin Dilly (Truly Scrumptious), Philip Bosco (Grandpa Potts), Marc Kudisch (Baró Bomburst), Jan Maxwell (Baronessa Bomburst), Ellen Marlow (Jemima Potts) i Henry Hodges (Jeremy Potts). La producció de Broadway va tancar el 31 de desembre de 2005, després de 34 prèvies i 285 actuacions regulars. Segons el productor Nicholas Paleologos, "Una part substancial dels 15 milions de dòlars (inversió inicial) no es recuperarà a Broadway."

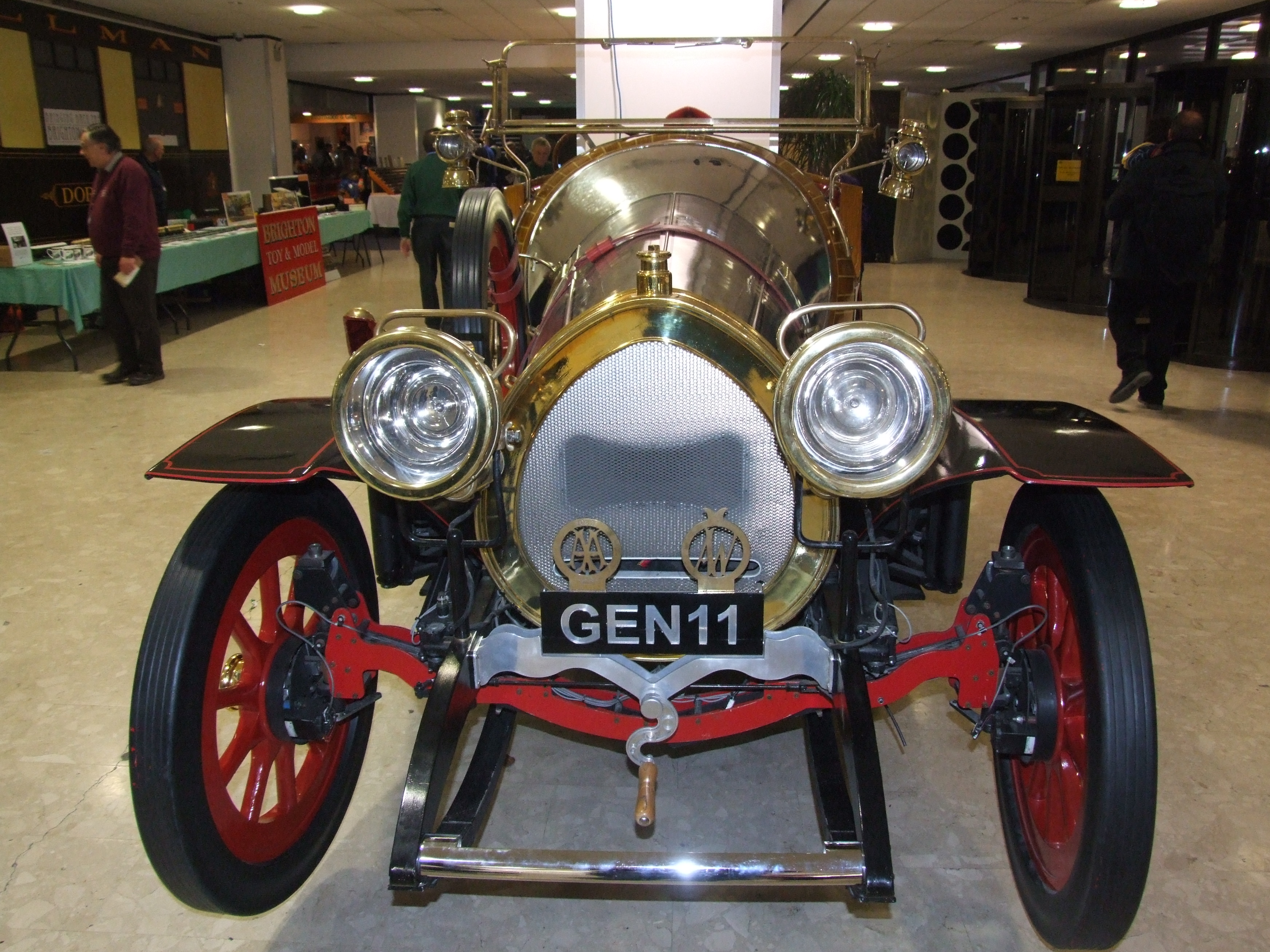
El cotxe de Broadway del 2005

Una gira nacional dels Estats Units va començar el novembre de 2008 al Broward Center de Ft. Lauderdale, Florida , amb un guió revisat per Ray Roderick, que va ser el director de la gira. Des de llavors, aquestes revisions han passat a formar part del guió amb llicència. L'automòbil original dels Estats Units ara està sota la propietat exclusiva de Tony Garofalo de la ciutat de Nova York, llançat per Big League Productions i actualment s'utilitza per a exhibicions privades i esdeveniments de recaptació de fons. Aquest vehicle de prop és una versió de mida completa i està totalment equipat amb molts trucs d'escenari activats hidràulicament, com ara il·luminació envoltant l'escenari, ales retràctils i pneumàtics d'inclinació de 45 graus.

### Subsegüents produccions de gira pel Regne Unit

#### Gira al Regne Unit i Singapur (2005–2008)

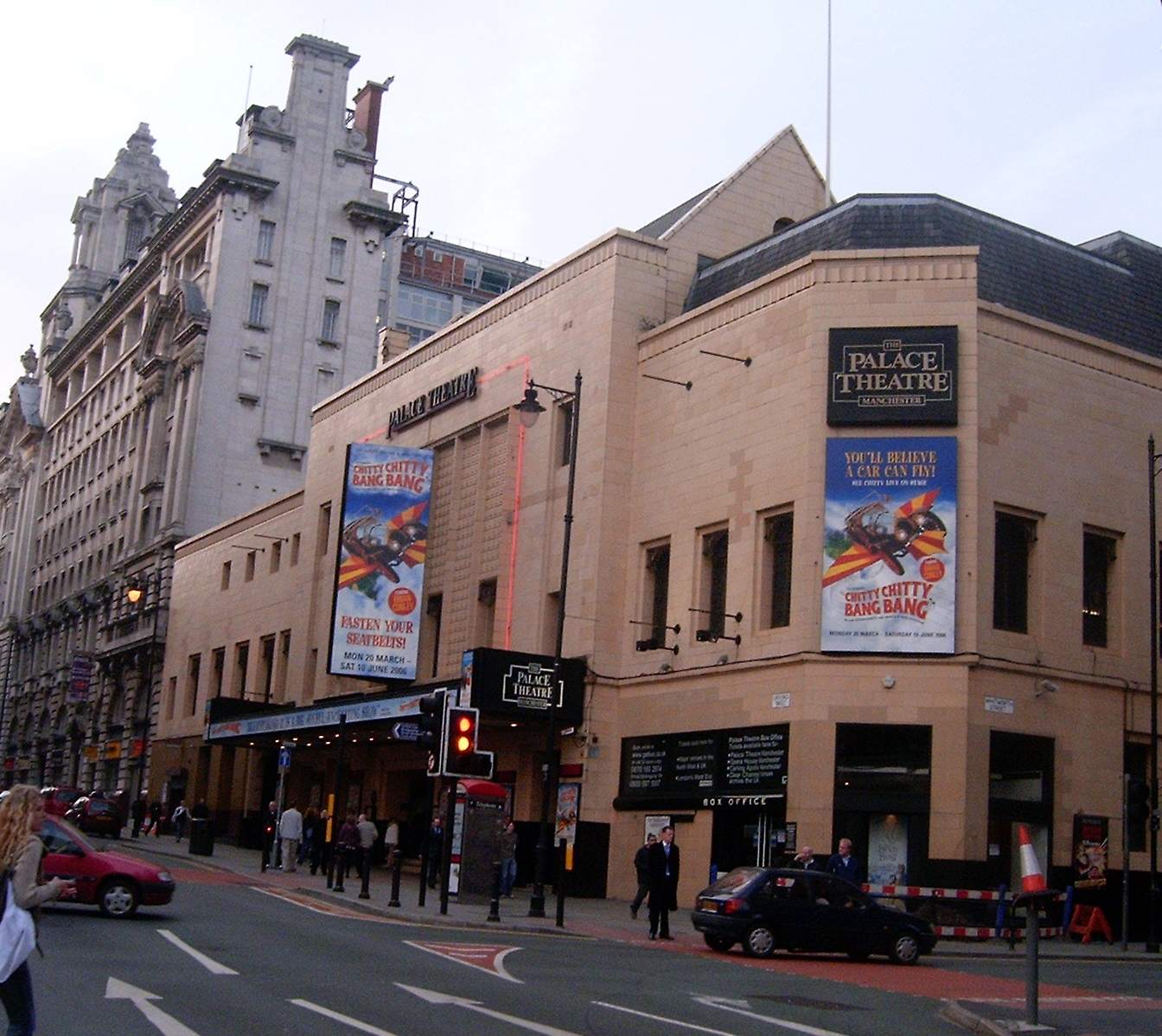
Al Palace Theatre (Manchester) (desembre 2006)

Des que va tancar a Londres, Chitty Chitty Bang Bang va fer una gira pel Regne Unit, fent parada a Sunderland (9 de desembre de 2005 - 4 de març de 2006), Manchester (20 de març - 10 de juny de 2006), Birmingham (23 de juny - 2 de setembre de 2006) , Liverpool (18 de setembre - 18 de novembre de 2006), Edimburg (1 de desembre de 2006 - 24 de febrer de 2007), Bristol (9 de març - 9 de juny de 2007) i Southampton (25 de juny - 15 de setembre de 2007), Bradford (febrer) 11 - 5 d'abril de 2008), Sunderland (17 d'abril - 7 de juny de 2008), Cardiff (3 de juliol – 30 d'agost de 2008). La gira del Regne Unit va visitar Àsia per primera vegada quan es va estrenar el 2 de novembre de 2007, a l'Esplanade de Singapur – Theatres on the Bay . L'encoratjament de la venda d'entrades va donar lloc a una extensió de l'espectacle fins al 9 de desembre, afegint 24 espectacles més a una carrera que inicialment estava planejada per acabar el 18 de novembre de 2007.

#### Gira pel Regne Unit i Irlanda (2009–2010)
El 2009, la producció original va fer una gira pel Regne Unit i Irlanda fins al 2010 a menor escala, dirigida pel director original Adrian Noble i coreografiada per David Morgan. Aquesta gira va utilitzar les revisions del guió utilitzades per a la gira pels Estats Units per Ray Roderick. La gira va començar a Plymouth al Theatre Royal el 3 de juliol de 2009 i va acabar a Eastbourne (del 18 d'agost al 4 de setembre de 2010)

#### Gira pel Regne Unit i Irlanda (2015–2017)
Una nova producció produïda per Music and Lyrics Productions es va inaugurar al West Yorkshire Playhouse per a la temporada de Nadal de 2015, dirigida pel director artístic, James Brining i coreografiada per Stephen Mear. Després de la presentació al West Yorkshire Playhouse, la producció va fer una gira pel Regne Unit i Irlanda i va acabar el febrer de 2017 a l' hipòdrom de Bristol. El 20 de març de 2020, Charles Hanson de Hanson Auctioneers a Staffordshire va anunciar que l'empresa vendria aproximadament 120 articles, inclòs el cotxe volador, d'aquesta producció el 20 d'abril.

#### Gira pel Regne Unit i Irlanda (2024)
Una nova producció dirigida per Thom Southerland , coreografiada per Karen Bruce i dissenyada per Morgan Large s'estrenarà al Mayflower Theatre de Southampton el 30 d' abril de 2024, abans d'embarcar-se en una gira pel Regne Unit i Irlanda fins al desembre de 2024.

### Altres produccions
La producció nacional australiana de Chitty Chitty Bang Bang es va estrenar el 17 de novembre de 2012 al Capitol Theatre de Sydney, amb David Hobson i and Rachael Beck. L'estrena alemanya de Chitty Chitty Bang Bang va tenir lloc el 30 d'abril de 2014 al Prinzregententheater de Múnic , traduïda per Frank Thannhaeuser, dirigida per Josef E. Koepplinger i coreografiada per Ricarda Regina Ludigkeit. El mateix equip va fer una altra producció al State Theatre de Gaertnerplatz a principis de 2020 and Rachael Beck.

## Números musicals
| Acte 1 - Overture — Orchestra - Prologue — Companyia - "You Two" — Caractacus, Jeremy & Jemima - "Them Three" — Grandpa Potts - "Toot Sweets" — Caractacus, Truly, Lord Scrumptious & Conjunt - "Think Vúlgar" (2002–2005) "Act English" (2005–present) — Boris and Goran - "Hushabye Mountain" — Caractacus - "Come to the Funfair" — Companyia* - "Me Ol' Bamboo" — Caractacus & Conjunt - "Posh!" — Grandpa Potts, Jeremy & Jemima - "Chitty Chitty Bang Bang" — Caractacus, Truly, Jeremy & Jemima, & Grandpa Potts - "Truly Scrumptious" — Jeremy, Jemima & Truly - "Chitty Chitty Bang Bang" (Nautical reprise) — Caractacus, Truly, Jeremy & Jemima - "Chitty Takes Flight" — Companyia | Act 2 - "Entr'acte" — Orchestra - "Vúlgarian National Anthem" — Companyia - "The Roses of Success" — Grandpa Potts & Inventors - "Kiddy-Widdy-Winkies" — Childcatcher* - "Teamwork" — Caractacus, Toymaker, Truly & Juvenile Conjunt - "Chu-Chi Face" — Baron & Baroness Bomburst - "The Bombie Samba" — Baroness, Baron & Conjunt - "Doll on a Music Box"/"Truly Scrumptious" (Reprise) — Truly & Caractacus - "Us Two"/"Chitty Prayer" — Jeremy & Jemima* - "Teamwork" (Reprise) — Toymaker & Companyia - "Chitty Flies Home (Finale)" — Companyia |

Notes
- Es van ometre cançons per a la gira nord-americana del 2008. "Kiddy-Widdy-Winkies" va ser substituït per una versió de "Lovely Lonely Man" de la pel·lícula original, cantada per Truly Scrumptious.

## Repartiment
| Personatge                      | Londres                                                     | Broadway       | Gira UK / Singapur | Gira EUA                               | Gira UK                                              | Austràlia                                              | Gira UK i Irlanda                    |
| Personatge                      | 2002                                                        | 2005           | 2005-08 | 2008-09                                | 2009-10                                              | 2012                                                   | 2015-17                              |
| ------------------------------- | ----------------------------------------------------------- | -------------- | --- | -------------------------------------- | ---------------------------------------------------- | ------------------------------------------------------ | ------------------------------------ |
| Caractacus Potts                | Michael Ball                                                | Raúl Esparza   | Tim Flavin | Steve Wilson                           | Darren Bennett                                       | David Hobson                                           | Jon Robyns                           |
| Truly Scrumptious               | Emma Williams                                               | Erin Dilly     | Marissa Dunlop | Kelly McCormick                        | - Rachel Stanley - Katie Ray                         | Rachael Beck                                           | - Amy Griffiths Carrie Hope Fletcher |
| Grandpa Potts                   | Anton Rodgers                                               | Philip Bosco   | - Paul Greenwood | Dick Decareau                          | John Griffiths                                       | Peter Carroll                                          | Andy Hockley                         |
| Jeremy Potts                    | - Luke Newberry - George Gillies - Harry Smith              | Henry Hodges   | - Tom Hunter - Connor Doyle - Daniel Jukes - Daniel Shaw - Harrison Edwards - Samuel Wright - Adam Hargreaves                                                    | - Jeremy Lipton - Zachary Carter Sayle |                                                      | - Michael Kilbane - Anthony Garcia - Max Walburn       | Location dependent                   |
| Jemima Potts                    | - Carrie Hope Fletcher - Lauren Morgan - Kimberley Fletcher | Ellen Marlow   | - Leyci Wightman - Maddy Allison - Shona Eaton - Chloe Jones - Harriet Back - Shannon Wake - Katie Reynolds - Dominique Skinner - Niamh Coombes (Singapore only) | - Aly Brier - Camille Mancuso          |                                                      | - Jasmin Younger - Rose Shannon-Duhigg - Ashleigh Ross | Location dependent                   |
| Baron Bomburst                  | Brian Blessed                                               | Marc Kudisch   | - Sean Blowers | George Dvorsky                         | Edward Peel                                          | - Alan Brough - Shane Bourne                           | - Don Gallagher                      |
| Baroness Bomburst\| Jan Maxwell | - Jane Gurnett                                              | Elizabeth Ward | Kim Ismay | Jennifer Vuletic                       | - Tamsin Carroll - Michelle Collins - Claire Sweeney |                                                        |                                      |
| Childcatcher                    | Richard O'Brien                                             | Kevin Cahoon   | - Robin Askwith | Oliver Wadsworth                       | Dean Maynard                                         | Tyler Coppin                                           | - Stephen Matthews                   |
| Toymaker                        | Edward Petherbridge                                         | Frank Raiter   | Richard Owens | Richard G. Rodgers                     | Tony Jackson                                         | - Phillip Gould - Tony Farrell                         | Ewan Cummins                         |
| Boris                           | David Ross                                                  | Robert Sella   | Robert Traynor | Dirk Lumbard                           | Richard Ashton                                       | Todd Goddard                                           | Sam Harrison                         |
| Goran                           | Emil Wolk                                                   | Chip Zien      | Nigel Garton | Scott Cote                             | Nigel Garton                                         | George Kapiniaris                                      | Scott Paige                          |
| Lord Scrumptious                | David Henry                                                 | Kenneth Kantor | Duncan Smith | George Dvorsky                         | Edward Peel                                          | - Alan Brough - Shane Bourne                           | - Don Gallagher                      |

Notes
1. 1 2  "Baron Bomburst" i "Lord Scrumptious" eren interpretats pel mateix actor després dels canvis de la gira dels Estats Units de 2008.
2. ↑  L'actriu també interpretava a "Miss Phillips" després dels canvis de la gira dels Estats Units de 2008.
3. ↑  L'actor també interpretava "Junkman" després dels canvis de la gira dels Estats Units de 2008.
4. ↑   L'actor també interpretava "Coggins" després dels canvis de la gira del Regne Unit de 2005.

### Substitucions destacades a Londres (2002–2005)
- Caractacus Potts: Gary Wilmot, Jason Donovan, Brian Conley
- Truly Scrumptious: Caroline Sheen, Scarlett Strallen, Jo Gibb
- Grandpa Potts: Russ Abbott, Tony Adams
- Baron Bomburst: Victor Spinetti, Christopher Biggins
- Baroness Bomburst: Sandra Dickinson, Louise Gold
- Childcatcher: Paul O'Grady, Peter Polycarpou, Derek Griffiths, Lionel Blair, Stephen Gately, Wayne Sleep, Alvin Stardust
- Goran: Christopher Ryan

### Substitucions destacades a la gira del Regne Unit (2005–2008)
- Caractacus Potts: Brian Conley, Gary Wilmot, Joe McFadden, Craig McLachlan, Kevin Kennedy, Matt Baker, Aled Jones
- Grandpa Potts: Gregor Fisher, Tony Adams
- Baron Bomburst: Ken Morley
- Baroness Bomburst: Barbara Rafferty
- The Childcatcher: Kevin Kennedy, Alvin Stardust, Richard O'Brien, Russ Spencer, Ian 'H' Watkins

### Substitucions destacades a la gira del Regne Unit i Irlanda (2015–2017)
- Caractacus Potts: Jason Manford, Lee Mead
- Truly Scrumptious: Carrie Hope Fletcher
- Baron Bomburst: Phill Jupitus, Shaun Williamson
- Baroness Bomburst: Michelle Collins, Claire Sweeney
- The Childcatcher: Martin Kemp, Jos Vantyler

## Premis i nominacions

### Producció original de Londres
| Any  | Premi                   | Categoria                                             | Nominat            | Resultat  |
| ---- | ----------------------- | ----------------------------------------------------- | ------------------ | --------- |
| 2003 | Whatsonstage.com Awards | Millor musical nou                                    | Millor musical nou | Nominat   |
| 2003 | Whatsonstage.com Awards | Millor actor en un musical                            | Michael Ball       | Nominat   |
| 2003 | Whatsonstage.com Awards | Millor actriu en un musical                           | Emma Williams      | Nominat   |
| 2003 | Whatsonstage.com Awards | Millor actriu de repartiment a un musical             | Nichola McAuliffe  | Nominat   |
| 2003 | Whatsonstage.com Awards | Millor disseny d'escenografia                         | Anthony Ward       | Guanyador |
| 2003 | Premis Laurence Olivier | Millor musical nou                                    | Millor musical nou | Nominat   |
| 2003 | Premis Laurence Olivier | Millor Actuació en un Paper de Repartiment de Musical | Nichola McAuliffe  | Nominat   |
| 2003 | Premis Laurence Olivier | Millor Escenografia                                   | Anthony Ward       | Nominat   |

### Producció original de Broadway
| Any  | Premi       | Categoria                               | Nominat        | Resultat |
| ---- | ----------- | --------------------------------------- | -------------- | -------- |
| 2005 | Premis Tony | Millor actriu protagonista de musical   | Erin Dilly     | Nominat  |
| 2005 | Premis Tony | Millor actor de repartiment de musical  | Marc Kudisch   | Nominat  |
| 2005 | Premis Tony | Millor actriu de repartiment de musical | Jan Maxwell    | Nominat  |
| 2005 | Premis Tony | Millor escenografia                     | Anthony Ward   | Nominat  |
| 2005 | Premis Tony | Millor il·luminació                     | Mark Henderson | Nominat  |

### Gira pel Regne Unit 2015–2017
| Any  | Premi                   | Categoria                                            | Nominat              | Resultat |
| ---- | ----------------------- | ---------------------------------------------------- | -------------------- | -------- |
| 2017 | Whatsonstage.com Awards | Millor actriu en un musical                          | Carrie Hope Fletcher | Nominat  |
| 2017 | Whatsonstage.com Awards | Millor producció regional (al New Wimbledon Theatre) |                      | Nominat  |